# Jeff the Brotherhood

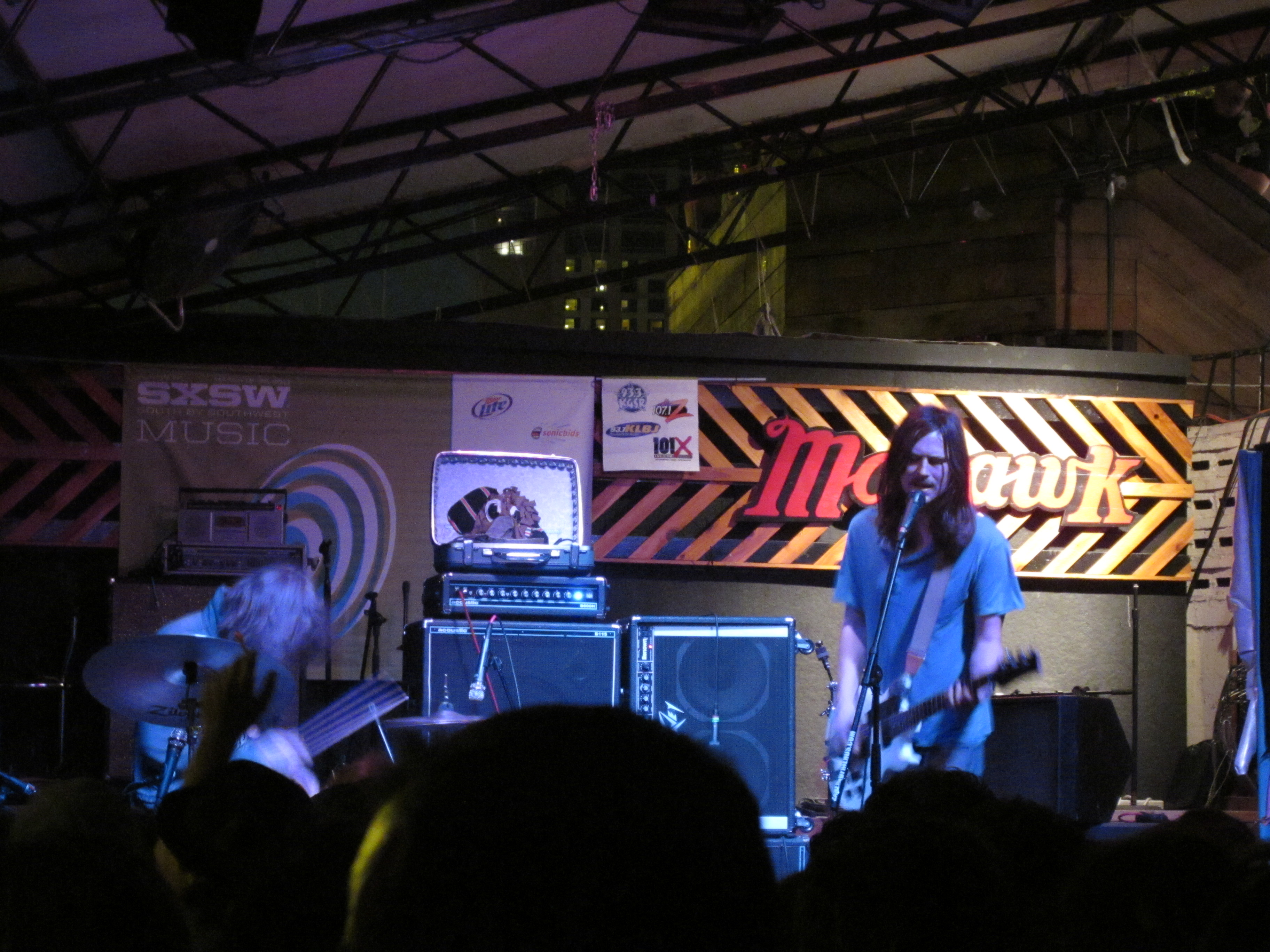
Jeff the Brotherhood на фестивале South by Southwest 2011

Jeff the Brotherhood — американская рок-группа, образованная в 2001 году братья Джейком и Джеймином Орралами родом из Нашвилла. Они выпустили пять студийных альбомов на лейбле Infinity Cat Recordings, один концертный альбом на Third Man Records и различные синглы и сплит-альбомы совместно с такими исполнителями, как Тай Сегалл, Best Coast и Screaming Females. Группа много гастролирует и отыграла концерты по всей территории США и за рубежом. Братья также участвовали в нескольких сайд-проектах, в числе которых коллектив Be Your Own Pet.
На сайте Allmusic звучание Jeff the Brotherhood описали как «соединяющее влияния психоделического, гаражного рока и поп-музыки» и сравнили с группой Cheap Trick. В 2010 году журнал Paste включил группу в список «Лучшие из следующих», а в 2011 году она вошла, по мнению редакции журнала Spin, в число «обязательных к прослушиванию исполнителей» на фестивале South by Southwest.

## Дискография
- 2002 — I Like You
- 2005 — The Byzantine Empire
- 2006 — Castle Storm
- 2008 — The Boys R Back in Town
- 2009 — Heavy Days
- 2011 — Live at Third Man
- 2011 — We Are the Champions
- 2012 — Hypnotic Nights EP
- 2014 — Dig The Classics
- 2015 — Wasted On The Dream